# Fundacja „Polsko-Niemieckie Pojednanie”
Fundacja „Polsko-Niemieckie Pojednanie” (FPNP; niem. Stiftung „Polnisch-Deutsche Aussöhnung”) – fundacja powstała w 1991 w wyniku porozumienia zawartego pomiędzy rządem Polski i Niemiec. Jest organizacją non-profit, działa na rzecz ofiar prześladowań nazistowskich i polsko-niemieckiego dialogu. Prowadzi działalność społeczną, humanitarną i edukacyjną.

## Wypłaty świadczeń finansowych
Organizacja zajmuje się kwestią wypłat niemieckich świadczeń finansowych dla byłych więźniów obozów koncentracyjnych i robotników przymusowych III Rzeszy, niesienia pomocy żyjącym ofiarom nazizmu, zabiegami na rzecz zachowania pamięci oraz zbliżenia pomiędzy Polakami i Niemcami.

## Pomoc humanitarno-socjalna
Fundacja otacza opieką żyjące ofiary prześladowań nazistowskich w Polsce. Na bezpośrednie wypłaty finansowe, poza podstawowymi świadczeniami z Niemiec i Austrii, przeznaczyła w ostatnich pięciu latach ok. 200 milionów złotych. W tym czasie Fundacja „Polsko-Niemieckie Pojednanie” organizowała kuracje sanatoryjne w polskich uzdrowiskach, bezpłatne operacje wszczepienia sztucznych stawów biodrowych i kolanowych w polskich, niemieckich i austriackich szpitalach. Poszkodowani, osoby potrzebujące, otrzymują też pomoc rzeczową, przede wszystkim w postaci sprzętu rehabilitacyjnego, pozyskiwanego od zagranicznych ofiarodawców.

## Działalność edukacyjna
Fundacja inicjuje i wspiera dialog społeczny, działa na rzecz porozumienia i pojednania między narodami. Służy temu działalność wydawnicza, badawcza i edukacyjna. Wśród pozycji wydawniczych znajdują się: relacje i wspomnień byłych więźniów obozów koncentracyjnych i robotników przymusowych, opowiadań, biografii, albumów i opracowań historycznych. Organizowane są lekcje historii dla niemieckiej młodzieży, konkursy, międzynarodowe konferencje i spotkania naukowe. W 2007 r. była organizatorem konferencji „Prawda – Pamięć – Odpowiedzialność. Powstanie warszawskie w kontekście powojennych stosunków polsko-niemieckich”, pod patronatem prezydentów Niemiec i Polski. Wzięło w niej udział blisko 500 osób, a z wykładami wystąpili historycy, politolodzy i publicyści z Polski, Niemiec i Wielkiej Brytanii, a także uczestnicy powstania warszawskiego, politycy, dyplomaci, dziennikarze. Specjalny program zorganizowano dla polskich i niemieckich studentów. Fundacja przygotowała też wystawę „Zachować Pamięć. Praca przymusowa i niewolnicza obywateli polskich na rzecz Trzeciej Rzeszy w latach 1939–1945”.

## Archiwum FPNP
Fundacja zgromadziła ponad pięć kilometrów bieżących akt, dokumentujących losy przeszło miliona poszkodowanych.

## Współpraca międzynarodowa
W ostatnich latach współpracę z Fundacją nawiązało ponad sto niemieckich miast, gmin, stowarzyszeń i instytucji oraz wiele osób prywatnych. Wspólnie z niemieckimi partnerami Fundacja organizuje wyjazdy byłych robotników przymusowych z Polski do miejsc ich deportacji. Dziś mogą zwiedzić te miasta jako honorowi goście, spotkać się z młodzieżą i opowiedzieć o swoich przeżyciach wojennych, odwiedzić miejsca, gdzie pracowali przymusowo.